# 卡明 (喬治亞州)
卡明（英語：Cumming）是一個位於美國喬治亞州福賽斯縣的城市。根據2010年美國人口普查，該地人口為5430人，而該地的面積約為15.90平方千米。同時該地也是福賽斯縣的縣治。

## 地理
卡明的座標為34°12′30″N 84°08′15″W / 34.20833°N 84.13750°W，而該地的平均海拔高度為371米（即1217英尺）。